# Sanos Ltd
 (novembre 2023).
La mise en forme du texte ne suit pas les recommandations de Wikipédia : il faut le « wikifier ».
Les points d'amélioration suivants sont les cas les plus fréquents. Le détail des points à revoir est peut-être précisé sur la page de discussion.
- Les titres sont pré-formatés par le logiciel. Ils ne sont ni en capitales, ni en gras.
- Le texte ne doit pas être écrit en capitales (les noms de famille non plus), ni en gras, ni en italique, ni en « petit »…
- Le gras n'est utilisé que pour surligner le titre de l'article dans l'introduction, une seule fois.
- L'italique est rarement utilisé : mots en langue étrangère, titres d'œuvres, noms de bateaux, etc.
- Les citations ne sont pas en italique mais en corps de texte normal. Elles sont entourées par des guillemets français : « et ».
- Les listes à puces sont à éviter, des paragraphes rédigés étant largement préférés. Les tableaux sont à réserver à la présentation de données structurées (résultats, etc.).
- Les appels de note de bas de page (petits chiffres en exposant, introduits par l'outil «  Source ») sont à placer entre la fin de phrase et le point final[comme ça].
- Les liens internes (vers d'autres articles de Wikipédia) sont à choisir avec parcimonie. Créez des liens vers des articles approfondissant le sujet. Les termes génériques sans rapport avec le sujet sont à éviter, ainsi que les répétitions de liens vers un même terme.
- Les liens externes sont à placer uniquement dans une section « Liens externes », à la fin de l'article. Ces liens sont à choisir avec parcimonie suivant les règles définies. Si un lien sert de source à l'article, son insertion dans le texte est à faire par les notes de bas de page.
- La présentation des références doit suivre les conventions bibliographiques. Il est recommandé d'utiliser les modèles {{Ouvrage}}, {{Chapitre}}, {{Article}}, {{Lien web}} et/ou {{Bibliographie}}. Le mode d'édition visuel peut mettre en forme automatiquement les références.
- Insérer une infobox (cadre d'informations à droite) n'est pas obligatoire pour parachever la mise en page.

Pour une aide détaillée, merci de consulter Aide:Wikification.
Si vous pensez que ces points ont été résolus, vous pouvez retirer ce bandeau et améliorer la mise en forme d'un autre article.
SANOS (en macédonien : Санос) est une marque commerciale d'autocars de tourisme et d'autobus interurbains et urbains, fabriqués par la société macédonienne SANOS, dont les ateliers se trouvent dans la capitale, Skopje.

## Histoire de la société
L'origine de l'entreprise remonte à 1930. À l'époque, l'entreprise était un atelier important de réparation de véhicules de tous genres et employait une trentaine d'ouvriers.
C'est en 1946 que l'entreprise publique yougoslave a été créée sous le nom de Fabrika Avtobusa Skopje "11. Oktomvri" AD Skopje (ou Usine d'autobus de Skopje) sous le régime du Général Tito. L'entreprise s'est alors tournée vers la production de carrosseries pour autobus et autocars à réaliser sur des châssis de constructeurs spécialisés yougoslaves, dont Zastava sous licence Fiat, et de pays de l'Est.
Très vite, l'entreprise est devenue la plus importante carrosserie industrielle yougoslave et s'est taillé une très bonne réputation dans tous les pays sous influence soviétique. Les autobus Sanos ont été fabriqués en Yougoslavie en coopération avec trois usines : Fabrika Automobila Priboj (FAP) produisant des essieux arrière, la transmission et le système de freinage (ce qui explique le nom composé FAP Sanos), l'usine Famos de Sarajevo - moteurs et boîtes de vitesses, et l'usine de Skopje pour les carrosseries et l'assemblage final ce qui a créé le groupement FFB - FAP Famos Beograd.
Sous la marque SANOS, l'entreprise a produit de nombreux modèles d'autobus et autocars, de toutes tailles, minibus, midibus et autocars de ligne et de tourisme. L'entreprise a produit également des véhicules spéciaux pour aéroports. Elle a réalisé plusieurs équipements de trolleybus en coopération avec des constructeurs spécialisés. En 1967, elle signe un accord de coopération avec le constructeur allemand Mercedes-Benz pour carrosser des autobus sur des châssis importés puis, produire sous licence les châssis localement. Cette coopération s'est élargie à MAN, VDL-DAF, Volvo, Fiat et IVECO. En 1991, la Macédoine se sépare de la Yougoslavie, ce qui entraîne l'effondrement de l'association FAP Famos et une situation difficile pour l'usine.
En 2001, après la chute du mur de Berlin et les changements politiques intervenus dans les pays de l'Est, l'entreprise connait de gros problèmes financiers avec l'ouverture des marchés à la concurrence européenne et a été mise en faillite.
Après presque 3 ans d'inactivité, les entreprises d'État sont privatisées et l'usine est rachetée en avril 2004 par la société UNITIRES qui relance la fabrication d'autobus sous la raison sociale : SANOS Autobusi Ltd.
Le constructeur n'a pas présenté de nouveau modèle après 2005.

## Modèles
- Autocars ligne et tourisme
  - FAP S-14
  - FAP Sanos S-115.GNR/VO[1]
  - FAP S-314 (197x-83)[2]
  - FAP S-315 (idem MB 0303) - moteur MB OM 442 213 kW, 47+1+1 passagers[3],[4],
  - S-403 (2004)
  - S-404 - moteur MB OM 441LA 250 kW, 51+1 passagers[4],
  - FAP S-411 - moteur MB OM 352A 115 kW, 47+1 passagers[5],[4],
  - S-41S TVP - moteur Famos 2F224B 148 kW, 53+1+1 passagers[4],
  - FAP S-515 (1989) - moteur MB OM 441LA 250 kW, 51+1+1 passagers[6],[4],
  - S-715 (2005)

- Autobus urbains & trolleybus
  - FAP Sanos 115 & 200.ZG[7]
  - FAP Sanos S-200.ZG/VO articulé[8]
  - S-208
  - S-213 - autobus 12 mètres, moteur MB OM 447 HLA 184 kW, 36/101 passagers[9]
  - S-217 - autobus articulé 18 mètres, moteur MB OM 447 HLA 184 kW, 50/175 passagers[10],
  - FAP Sanos S-415.GNR[11]

- Mini / midibus
  - Sanos H100 (1966)
  - Sanos A9 - midibus de 9,2 mètres disponible en version interurbaine (39 sièges) et touristique (33 sièges) propulsé par un moteur diesel Leyland SW-400 de 125 ch à 2 400 tr/min, construit sous licence, situé longitudinalement derrière l'essieu arrière. Le véhicule pouvait accueillir 38 passagers. La production en série a commencé en 1969[12],
  - Zastava Sanos 7T
  - S-608 (2004)
  - S-409
  - Sanos S-511 - moteur MB OM 441 160 kW, 35+1 passagers[13].
  - Sanos 608 - moteur MB OM 904LA, 31+1+1 passagers[4],

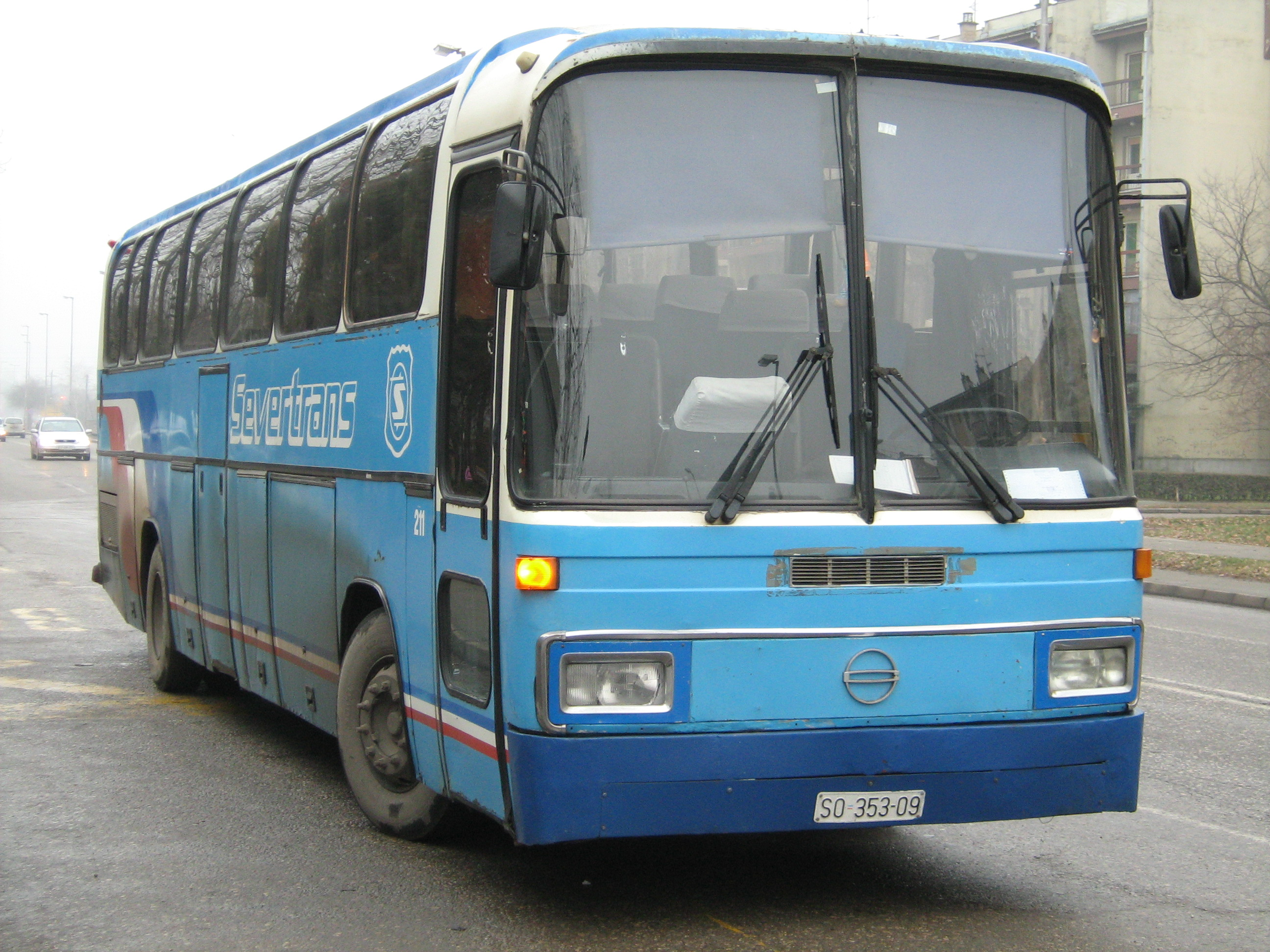
Autocar Sanos S-353 sur une base M-B O303 à Sombor (Serbie)
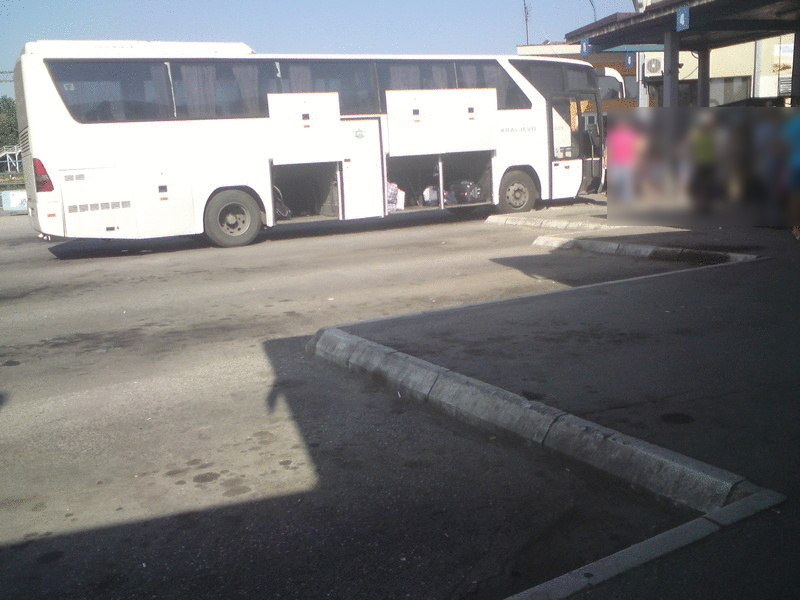
Autocar grand tourisme S-403 à la gare routière de Kraljevo
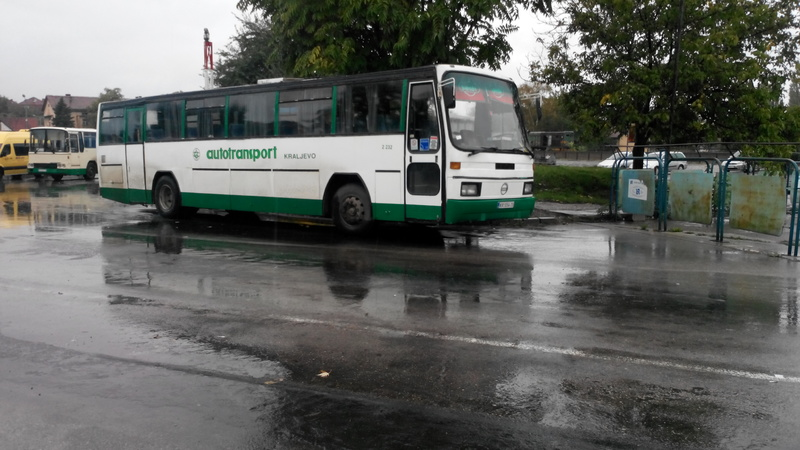
Autocar S-415 sur une base M-B
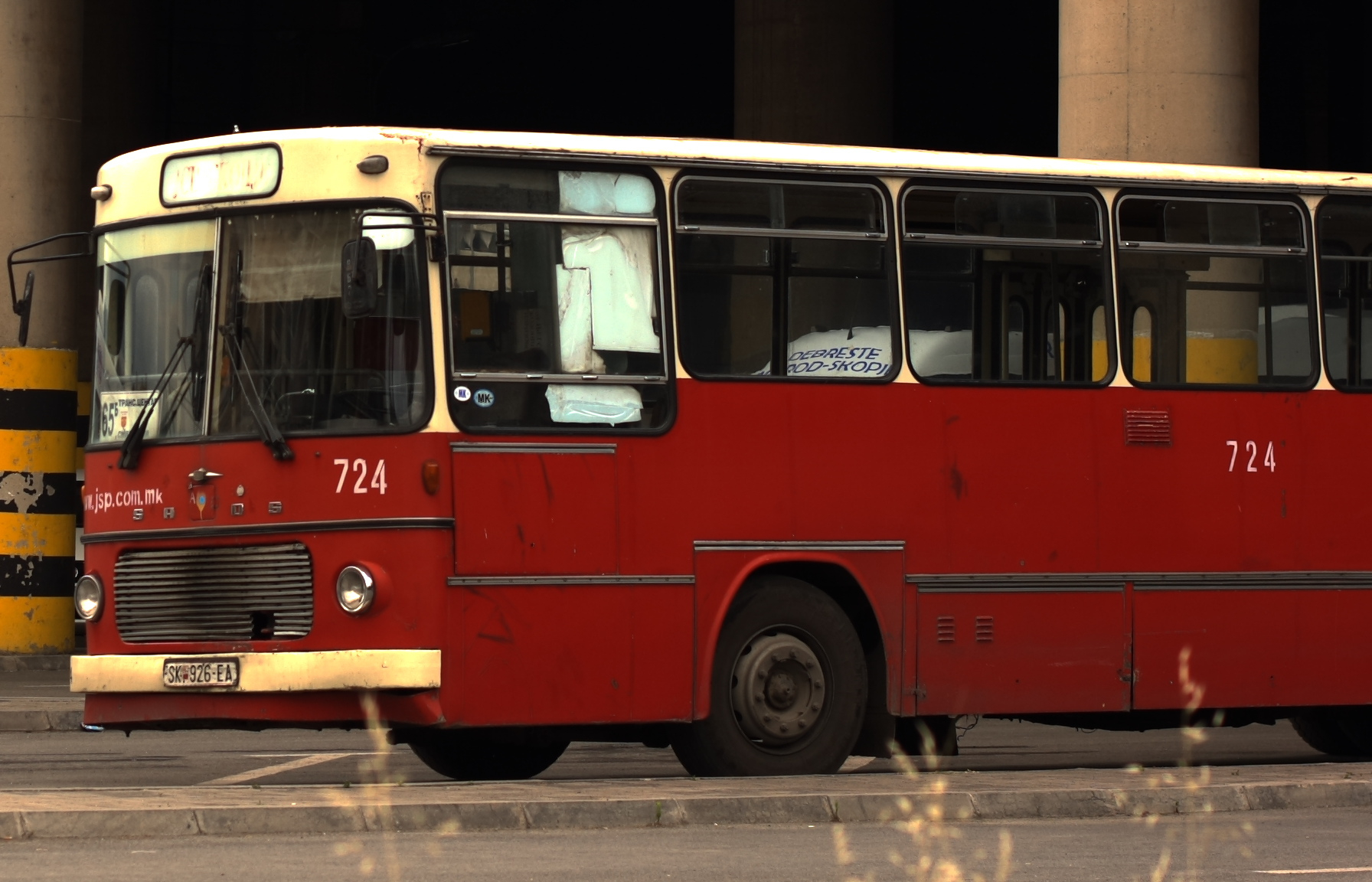
Autobus urbain Sanos S-200 en Macédoine
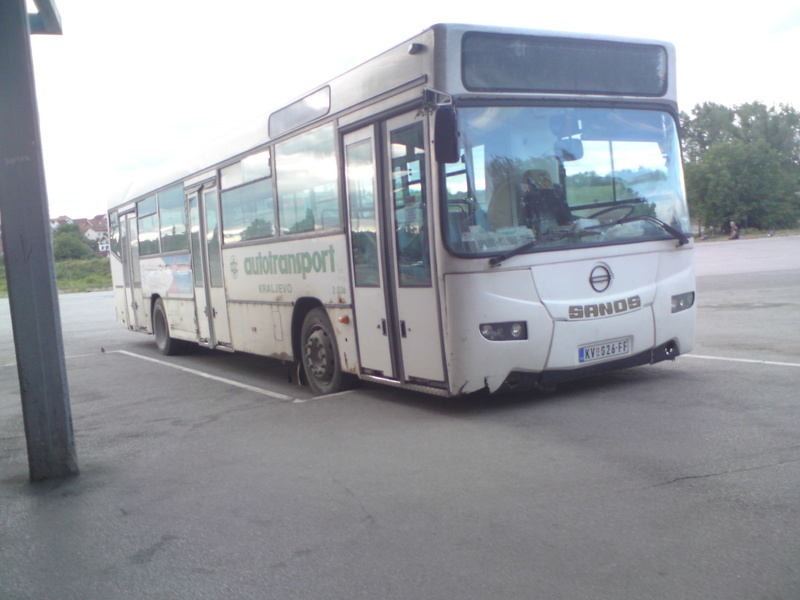
Autobus urbain Sanos S-213 à Kraljevo
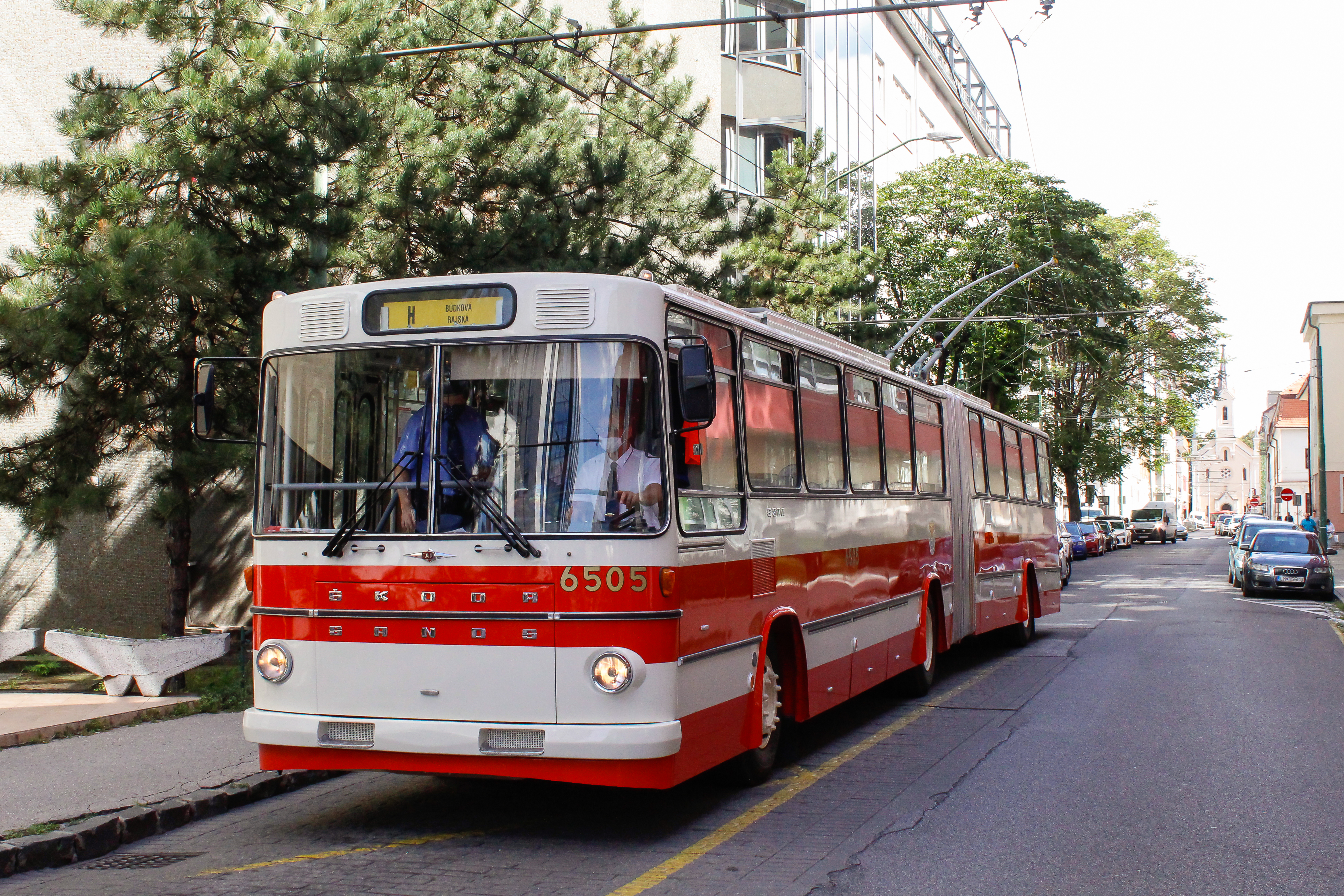
Trolleybus Škoda Sanos S-200 articulé